# جون في. إنغلهارد
جون في. إنغلهارد (بالدنماركية: Knud V. Engelhardt)‏ هو مهندس معماري ومصمم دنماركي، ولد في 11 فبراير 1882، وتوفي في 15 أبريل 1931.